# ヒロハホウキギク
ヒロハホウキギク（広葉箒菊、学名: Aster subulatus var. sandwicensis）は、キク科シオン属の1年草。空き地や道端などに生える雑草。
和名は、ホウキギクよりも葉の幅が広いことから名づけられた。

## 特徴
ホウキギクによく似ているが、違いは以下の通り。
- 枝が横に広がる。
- 葉の幅が広くて先がとがり、基部は茎を抱かない。
- 頭花が大きく、冠毛が筒状花より短い。

## 分布・生育地
北アメリカ原産で、日本では1960年代に確認された帰化植物。

## ギャラリー

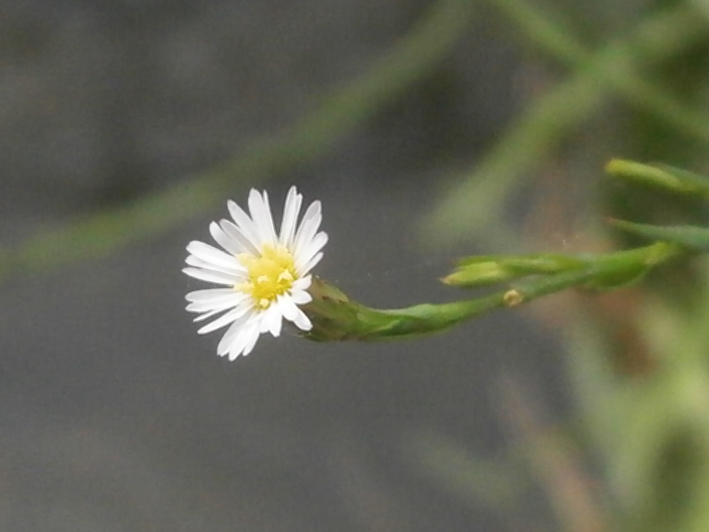
花
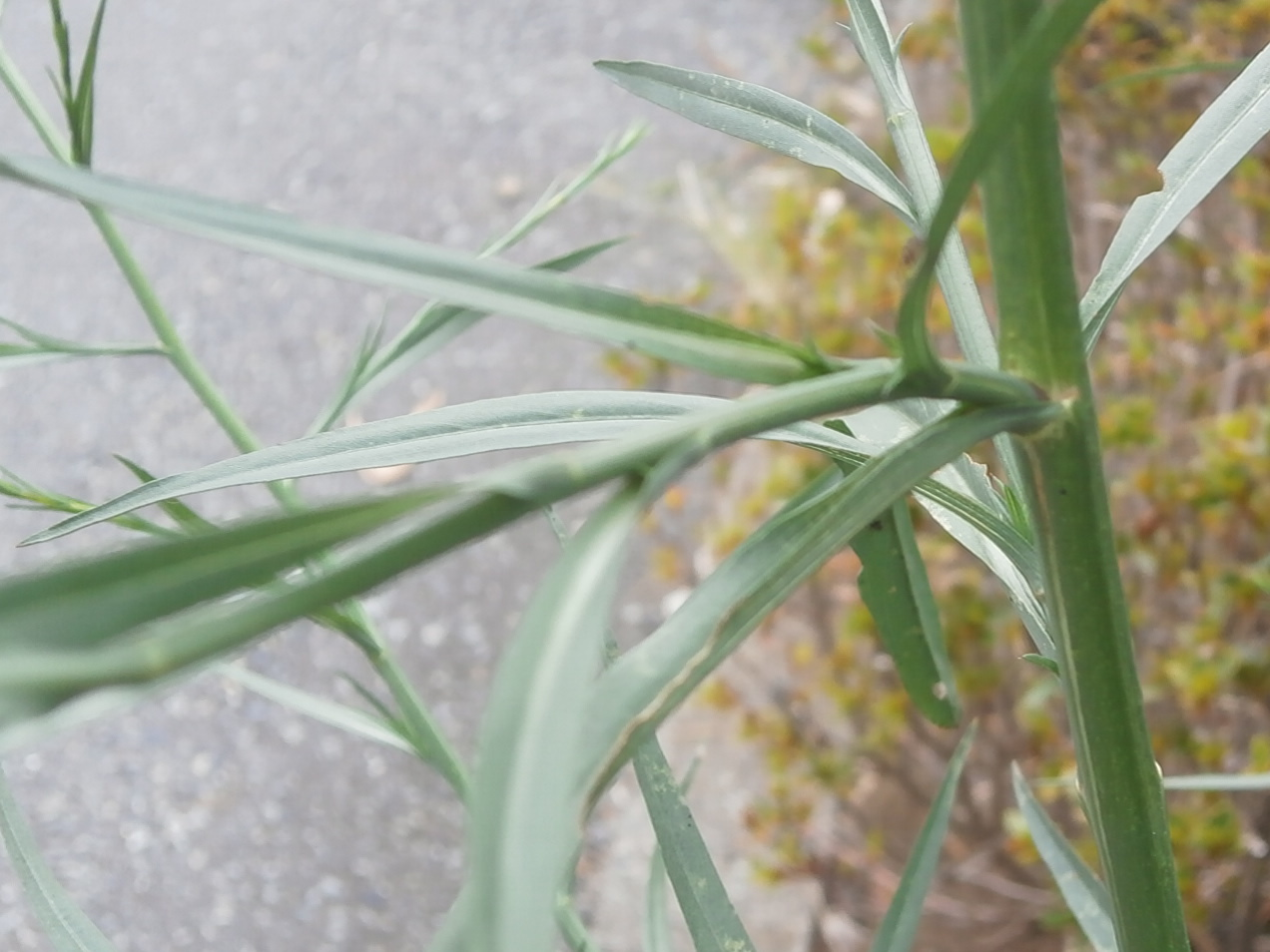
葉